# Девятириков, Сергей Александрович
Сергей Александрович Девятириков (или Девятериков; 21 февраля 1956, Уфа — 25 сентября 2021) — советский хоккеист, защитник, мастер спорта СССР. Бо́льшую часть своей игровой карьеры выступал за хоккейный клуб «Салават Юлаев» (Уфа), также играл за клубы СКА (Куйбышев), «Крылья Советов» (Москва) и «Авангард» (Уфа). 

## Биография
Сергей Девятириков (в некоторых источниках — Девятериков) родился 21 февраля 1956 года в Уфе. Воспитанник уфимской СДЮШОР «Салават Юлаев», тренер — Марат Азаматов. В 1973 году стал победителем первенства СССР среди юношей, а в 1975 году — серебряным призёром первенства СССР среди юниоров.
В 1975 году Девятириков начал играть в основном составе команды «Салават Юлаев» (Уфа), которая в то время выступала в первой лиге чемпионата СССР по хоккею. В середине сезона 1975/1976 годов он был призван в Советскую армию — в течение двух лет (вторая половина сезона 1975/1976 годов, весь сезон 1976/1977 годов, а также первая половина сезона 1977/1978 годов) играл за команду СКА (Куйбышев). За время выступлений в армейском клубе он сыграл в 102 матчах, забросив 3 шайбы и сделав 11 результативных передач.
В середине сезона 1977/1978 годов Девятириков вернулся в «Салават Юлаев», который в конце того же сезона завоевал право выступать в высшей лиге. Девятириков играл за уфимский клуб до сезона 1985/1986 годов, с небольшим перерывом в сезоне 1979/1980 годов, когда он провёл два матча за московский клуб высшей лиги «Крылья Советов» (в некоторых источниках указано, что в том же сезоне Девятириков был в составе киевского «Сокола», однако в списке его выступлений в чемпионате СССР матчей за этот клуб нет). За период с 1977 по 1986 год «Салават Юлаев» провёл четыре сезона в высшей лиге (1978/1979, 1980/1981, 1982/1983 и 1985/1986), а остальное время выступал в первой лиге чемпионата СССР. Во время выступлений за «Салават Юлаев» в разные годы Девятириков играл в паре с защитниками Иреком Гимаевым, Анатолием Лукошиным, Павлом Козловым и Анатолием Шалаевым. Статистика Девятирикова за все годы выступлений за «Салават Юлаев» такова: 44 заброшенные шайбы и 37 результативных передач в 283 матчах первой лиги, плюс 22 шайбы и 23 результативные передачи в 182 матчах высшей лиги (включая переходные турниры).
В 1986—1988 годах Девятириков играл за команду «Авангард» (Уфа), которая в сезоне 1986/1987 годов выступала во второй лиге, а в сезоне 1987/1988 годов — в первой лиге. В составе «Авангарда» Девятириков забросил 8 шайб и сделал 4 результативные передачи в 36 матчах во второй лиге, а также забросил 15 шайб и сделал 10 результативных передач в 53 матчах в первой лиге.
Выступал за вторую сборную СССР: в 1981 году вместе с командой СССР-2 стал победителем турнира на призы газеты «Ленинградская правда» (6 матчей, 1 заброшенная шайба), а 15 февраля 1982 года играл в матче против второй сборной Чехословакии (ЧССР-2) в Градце-Кралове (забросил одну шайбу). 
Скончался 25 сентября 2021 года.

## Достижения
- Победитель турнира на призы газеты «Ленинградская правда» (в составе второй сборной СССР) — 1981[11].
- Победитель первенства СССР среди юношей — 1973[5].
- Серебряный призёр первенства СССР среди юниоров — 1975[5].